# 중앙자카르타
중앙자카르타(인도네시아어: Jakarta Pusat 자카르타 푸삿[*])는 자카르타 특별수도지역을 이루는 5개 시 중 하나이다. 자카르타에서 인구와 면적 모두 가장 적으며, 2010년 기준으로 총 898,883명의 인구가 거주한다. 하지만 평균 인구밀도는 1km2당 19,000명으로 자카르타 전역에서 가장 높다.
자카르타는 물론 인도네시아의 정치적, 행정적 중심지이다. 한편으로 대형 국제 호텔이나 주요 건축물이 밀집한 곳이기도 하다. 이곳에 아시안게임을 두 번 유치했던 겔로라 붕 카르노 스포츠단지가 있으며, 대규모 박람회 시설인 자카르타 컨벤션 센터도 들어서 있다.

## 지리

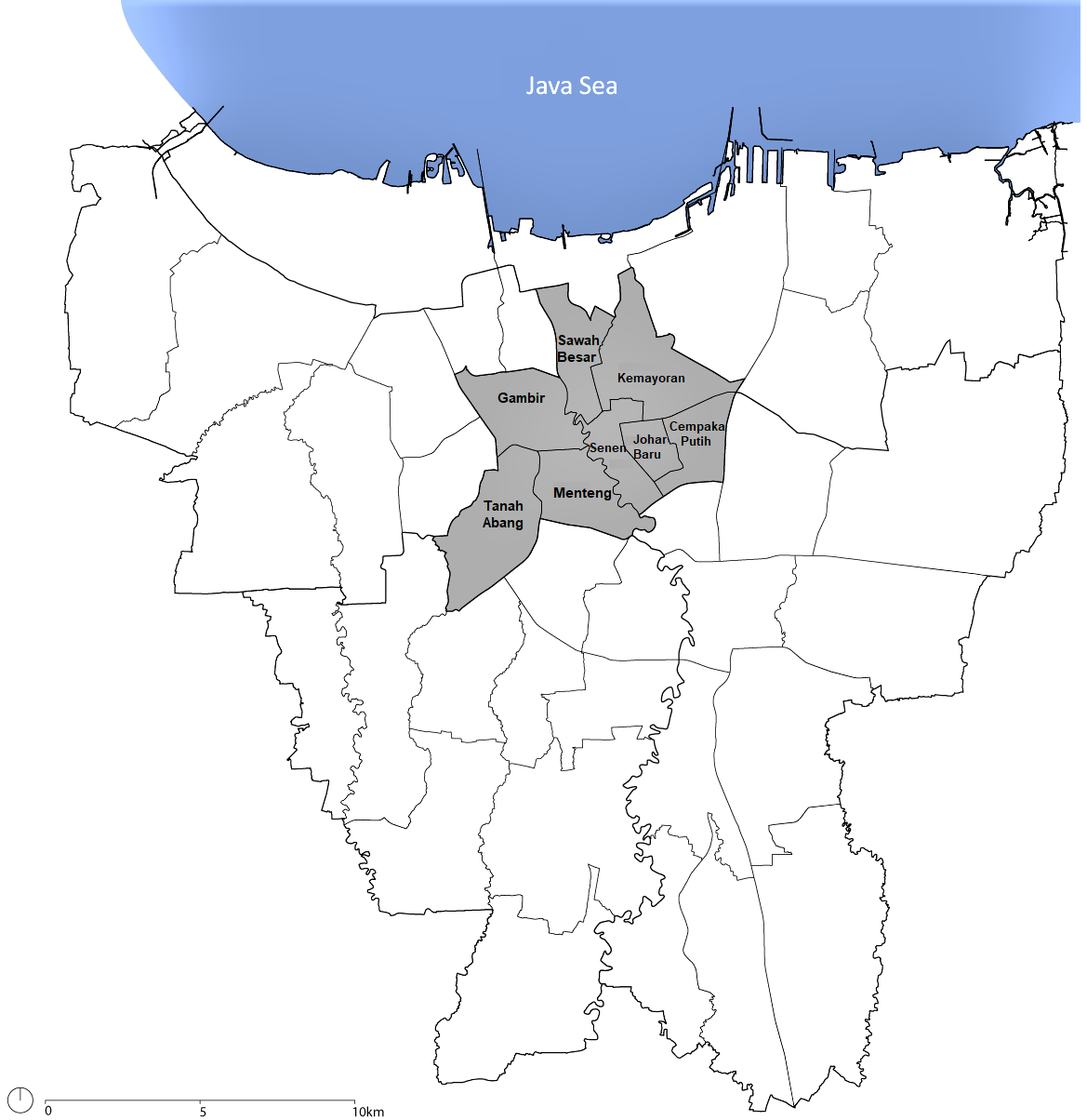
중앙자카르타의 권역

이름대로 자카르타의 5개 시 중에서 정중앙에 자리해 있다. 북쪽으로 북자카르타, 동쪽으로 동자카르타, 남쪽으로 남자카르타, 서쪽으로 서자카르타와 접한다.
중앙자카르타는 총 8개 구 (Kecamatan)으로 나뉘는데 다음과 같다.
- 쳄파카푸티
- 감비르
- 조하르바루
- 케마요란
- 믄틍
- 사와베사르
- 스넨
- 타나아방

## 경제
중앙자카르타의 지역총생산은 2007년 기준으로 1억 4500만 루피아에 달하며 자카르타 내에서 가장 높은 수치를 보이고 있다.
2010년 1분기 말 중앙자카르타의 중심업무지구 점유율은 전체 면적의 80%에 달하며, 지난해 1분기의 78%에서 증가한 것으로 나타났다.
2010년 9월 존스랭 라살 사의 조사에 따르면 중앙자카르타 중심업무지구 중에서 서비스 부문 사무공간은 총 30,000m²로 전체 면적의 1% 미만에 해당되는 것으로 추정된다. 서비스 사무공간의 70%는 외국기업이 사용하고 있었다. 서비스 사무공간에 입주한 기업 수는 50% 증가한 것으로 집계됐다.

## 같이 보기
- 동자카르타
- 자카르타